# Bars és Hont
Bars és Hont est un ancien comitat de Hongrie créé lors des arbitrages de Vienne.
Le comté de Bars, situé au nord-ouest de l'ancienne Hongrie, s'étendait le long des cours moyen et inférieur de la rivière Garam. Au XIIIe siècle, cette région riche en ressources minières a été érigée en comté noble, avec Léva comme capitale dès le début du XIVe siècle. En 1920, le traité de Trianon a attribué l'ensemble du comté à la Tchécoslovaquie. Suite aux arbitrages de Vienne en 1938, la partie sud de Bars a été réintégrée à la Hongrie.
En 1947, le comté de Bars s'étendait sur une superficie de 1 981 km2 et comptait 146 028 habitants. Sur le plan administratif, il était structuré autour de Léva, son chef-lieu, et comprenait 4 arrondissements et 147 villages.